# Symfonie nr. 4 (Badings)
Henk Badings voltooide zijn Symfonie nr. 4 op 22 december 1943. 

## Inleiding
Badings was tijdens het componeren werkzaam aan het Rijksconservatorium, de naam van het Koninklijk Haags Conservatorium dat tijdens de Tweede Wereldoorlog van de Duitse bezetter het predicaat "koninklijk" niet mocht dragen. Frits Zwart, directeur Nederland Muziek Instituut en de Henk Badingsstichting constateerde bij de plaatopname uit 2015, dat de klank niets laat blijken van die oorlog. Hij omschreef het als “onbevangen” “opgewekt”. 
De première van deze vierde symfonie werd gegeven op 13 oktober 1947 door het Rotterdams Philharmonisch Orkest onder leiding van Eduard Flipse. Het was verpakt in een programma met werken van Hector Berlioz (Benvenuto Cellini), Claude Debussy (Prélude à l'après-midi d'un faune) en Johannes Brahms (Pianoconcert nr. 2 met Willem Andriessen). Daarbij werd geconstateerd (ook later door Zwart), dat Badings enigszins terugkwam van de (te) ver doorgevoerde moderniteiten in eerder werk. Badings zou hebben teruggegrepen naar de late romantici waaronder koperklanken van Anton Bruckner, Johannes Brahms en Richard Strauss. 
Die stijl is mede terug te vinden in de klassieke vierdelige opzet van het werk:
- Lento-Allegro (van langzaam naar snel)
- Scherzo. Presto (snel)
- Largo e mesto (langzaam)
- Allegro (snel)

Genoemde combinatie zou rond die tijd ook een plaatopname van het werk hebben gemaakt. Toen het werk nog in dezelfde maand op het programma stond van het Utrechts Stedelijk Orkest was muziekcriticus Wouter Paap in De Gooi- en Eemlander minder positief over het werk. Hij vond het wat pompeus, met te gemakkelijk in het gehoor muziek en met pakkende instrumentatie. Hij dacht daarbij direct aan Paul Hindemith. Het publiek was het niet met hem eens en liet de componist meerdere keren naar het podium komen. Overigens was het hier gecombineerd met een gitaarconcert van Mario Castelnuovo-Tedesco met als solist Andres Segovia.  Ook Paap werd aangehaald door Zwart. Op 10 juli 1948 voerde de combinatie Flipse en Rotterdams Philharmonisch uit in het Scheveningse Kurhaus in het kader van het Holland Festival. De mening van Paap werd daarbij herhaald. Daarbij moet in ogenschouw genomen worden dat het toen stond tegenover Psalm 129 van Lili Boulanger, dat alles had (zeggingskracht) dat het werk van Badings ontbeerde. 
Er zat een aanmerkelijke tijd tussen zijn Symfonie nr. 3 uit 1934 en zijn vierde. Symfonie nr. 5 volgde weer relatief snel (1949). Dat was een opdrachtwerk van het Concertgebouworkest dat zijn tweede, derde en vijfde symfonie een aantal uitvoeringen gunde, maar nooit deze vierde symfonie uitvoerde. 
Het werk duurt ongeveer 35 minuten en is geschreven voor:
- 3 dwarsfluiten, 3 hobo, 3 klarinetten, 3 fagotten
- 4 hoorn, 3 trompetten, 3 trombones en tuba
- 4 pauken, 2 man/vrouw percussie, celesta
- violen, altviolen, celli, contrabassen